# Torneo de Invierno 2010 (Bolivia)
El Torneo de Invierno 2010 de la Liga de Fútbol Profesional Boliviano fue el segundo torneo oficial de la temporada 2010, se jugó bajo el sistema de clásicos en la Primera fase todas las parejas de clásicos rivales juegarón dos partidos (ida y vuelta). Los 6 ganadores y los 2 mejores perdedores se clasificaron a los cuartos de final para elegir los emparejamientos se hizo una tabla de puntos y goles, el Gol Diferencia no valió así que en caso de empate se procedió a la tanda de penaltis. En las semifinales igualmente no valió el Gol Diferencia pero en caso de empate en punto se procedió esta vez a un tercer partido en una cancha neutral que definió al clasificado. 
Los premios para el ganador de este torneo fueron el título de campeón, trofeo, 35 medallas y clasificación  a la Copa Sudamericana 2011 como Bolivia 2.

## Equipos participantes
| Equipo            | Entrenador          | Ciudad     | Estadio                         | Capacidad |
| ----------------- | ------------------- | ---------- | ------------------------------- | --------- |
| Aurora            | Julio Zamora        | Cochabamba | Estadio Félix Capriles          | 32.000    |
| Blooming          | Carlos Aragonés     | Santa Cruz | Estadio Ramón Tahuichi Aguilera | 40.000    |
| Bolívar           | Néstor Clausen      | La Paz     | Estadio Hernando Siles          | 48.000    |
| Guabirá           | Claudio Chacior     | Montero    | Estadio Gilberto Parada         | 18.000    |
| La Paz FC         | Miguel Sanabria     | La Paz     | Estadio Hernando Siles          | 48.000    |
| Oriente Petrolero | Gustavo Quinteros   | Santa Cruz | Estadio Ramón Tahuichi Aguilera | 40.000    |
| Real Mamoré       | Sergio Óscar Luna   | Trinidad   | Estadio Gran Mamoré             | 12.000    |
| Real Potosí       | Víctor Hugo Andrada | Potosí     | Estadio Víctor Agustín Ugarte   | 35.000    |
| San José          | Marcos Ferrufino    | Oruro      | Estadio Jesús Bermúdez          | 40.000    |
| The Strongest     | Néstor Craviotto    | La Paz     | Estadio Hernando Siles          | 48.000    |
| Universitario     | Javier Vega         | Sucre      | Estadio Olímpico Patria         | 32.000    |
| Wilstermann       | Eduardo Villegas    | Cochabamba | Estadio Félix Capriles          | 32.000    |

## Cambios de entrenadores
| Equipo        | Antiguo Entrenador        | Fecha de Inicio del Nuevo DT | Nuevo Entrenador |
| ------------- | ------------------------- | ---------------------------- | ---------------- |
| Bolívar       | Vladimir Soria "interino" | 12 de junio del 2010         | Néstor Clausen   |
| The Strongest | Sandro Coelho             | 1 de julio del 2010          | Néstor Craviotto |
| La Paz FC     | Sergio Apaza              | 21 de julio del 2010         | Miguel Sanabria  |
| Universitario | Carlos Fabián Leeb        | 21 de julio del 2010         | Javier Vega      |

## Llave 1: Real Potosí - Universitario
| 16 de junio de 2010 | Real Potosí                                                   | 3:0 (1:0) | Universitario | Estadio Víctor Agustín Ugarte, Potosí |                                  |
|                     | 25' Cristian Ruiz 46' Miguel Oswaldo Loayza 84' Pastor Tórrez |           |               | Árbitro(s): José Camargo (Oruro)      | Árbitro(s): José Camargo (Oruro) |

| 21 de junio de 2010                                                 | Universitario                     | 2:0 (0:0) | Real Potosí | Estadio Olímpico Patria, Sucre    |                                   |
|                                                                     | 60' Aldo Peña 74' Ronald Gallegos |           |             | Árbitro(s): Nelson Barro (Tarija) | Árbitro(s): Nelson Barro (Tarija) |
| Real Potosí 3 Pts., +1 Dif. Gol - Universitario 3 Pts., -1 Dif. Gol |                                   |           |             |                                   |                                   |

## Llave 2: Blooming - Oriente Petrolero
| 16 de junio de 2010 | Blooming             | 1:2 (1:1) | Oriente Petrolero                  | Estadio Ramón Tahuichi Aguilera, Santa Cruz de la Sierra |                                          |
|                     | 37' Gualberto Mojica |           | 34' Alcides Peña 51' Jorge Ramírez | Árbitro(s): Oscar Maldonado (Cochabamba)                 | Árbitro(s): Oscar Maldonado (Cochabamba) |

| 20 de junio de 2010                                                   | Oriente Petrolero | 0:1 (0:1) | Blooming                  | Estadio Ramón Tahuichi Aguilera, Santa Cruz de la Sierra |                                     |
|                                                                       |                   |           | 41' Jose Alfredo Castillo | Árbitro(s): Peter Guerrero (La Paz)                      | Árbitro(s): Peter Guerrero (La Paz) |
| Blooming 3 Pts., 0 Dif. Gol - Oriente Petrolero(v) 3 Pts., 0 Dif. Gol |                   |           |                           |                                                          |                                     |

## Llave 3: Guabirá - Real Mamoré
| 15 de junio de 2010 | Guabirá | 0:2 (0:0) | Real Mamoré                    | Estadio Gilberto Parada, Montero  |                                   |
|                     |         |           | 68' Juan Maraude 70' Frank Oni | Árbitro(s): Alain Chávez (La Paz) | Árbitro(s): Alain Chávez (La Paz) |

| 19 de junio de 2010                                           | Real Mamoré | 0:1 (0:0) | Guabirá            | Estadio Gran Mamoré, Trinidad         |                                       |
|                                                               |             |           | 66' Freddy Chispas | Árbitro(s): Hostin Prado (Cochabamba) | Árbitro(s): Hostin Prado (Cochabamba) |
| Guabirá 3 Pts., -1 Dif. Gol - Real Mamoré 3 Pts., +1 Dif. Gol |             |           |                    |                                       |                                       |

## Llave 4: San José - La Paz FC
| 16 de junio de 2010 | San José                               | 3:3 (2:2) | La Paz FC                                              | Estadio Jesús Bermúdez, Oruro   |                                 |
|                     | 26' Marcelo Guaymas 37' 71' Óscar Díaz |           | 20' Carlos Vargas 45' Diómedes Peña 63' Ronald Segovia | Árbitro(s): Marco Villa (Sucre) | Árbitro(s): Marco Villa (Sucre) |

| 19 de junio de 2010                                          | La Paz FC        | 1:4 (1:1) | San José                                                   | Estadio Hernando Siles, La Paz  |                                 |
|                                                              | 3' Carlos Flores |           | 28' 46' Regis de Souza 74' Óscar Díaz 90+3' Rolando Ribera | Árbitro(s): Edson Ríos (Potosí) | Árbitro(s): Edson Ríos (Potosí) |
| San José 4 Pts., +3 Dif. Gol - La Paz FC 1 Pts., -3 Dif. Gol |                  |           |                                                            |                                 |                                 |

## Llave 5: Wilstermann - Aurora
| 16 de junio de 2010 | Wilstermann                                                     | 3:0 (0:0) | Aurora | Estadio Félix Capriles, Cochabamba |                                    |
|                     | 53' Juan Daniel Salaberry 79' Nelson Sossa 90+1' Horacio Ortega |           |        | Árbitro(s): Evert Cuellar (La Paz) | Árbitro(s): Evert Cuellar (La Paz) |

| 20 de junio de 2010                                          | Aurora             | 1:1 (0:1) | Wilstermann        | Estadio Félix Capriles, Cochabamba |                                 |
|                                                              | 48' Ignacio García |           | 45' Marcelo Angulo | Árbitro(s): José Jordán (Sucre)    | Árbitro(s): José Jordán (Sucre) |
| Wilstermann 4 Pts., +3 Dif. Gol - Aurora 1 Pts., -3 Dif. Gol |                    |           |                    |                                    |                                 |

## Llave 6: Bolívar - The Strongest
| 17 de junio de 2010 | Bolívar                                 | 2:0 (1:0) | The Strongest | Estadio Hernando Siles, La Paz             |                                            |
|                     | 18' Rosauro Rivero 87' William Ferreira |           |               | Árbitro(s): Juan Nelio García (Santa Cruz) | Árbitro(s): Juan Nelio García (Santa Cruz) |

| 20 de junio de 2010 | The Strongest                         | 2:0 (1:0) | Bolívar | Estadio Hernando Siles, La Paz  |                                 |
|                     | 44' Julian di Cosmo 80' Pablo Vázquez |           |         | Árbitro(s): Gery Vargas (Oruro) | Árbitro(s): Gery Vargas (Oruro) |

| Definición por penales |                  |     |                  |                   |
| Luis Gatty Ribeiro     | Acierto de penal | 1:1 | Acierto de penal | William Ferreira  |
| Luis Palacios          | Fallo de penal   | 1:2 | Acierto de penal | Ignacio Iturralde |
| Marco Paz              | Acierto de penal | 2:2 | Fallo de penal   | Ronald Rivero     |
| Jorge Ortíz            | Acierto de penal | 3:3 | Acierto de penal | Didi Torrico      |
| Darwin Peña            | Fallo de penal   | 3:4 | Acierto de penal | Carlos Arias      |

## Emparejamientos para los cuartos de final
Todos los ganadores de sus llaves más los dos mejores perdedores son evaluados en esta tabla para elegir sus respectivos oponentes.
| Equipo | Equipo            | Pts | PJ | G | E | P | GF | GC | DIF |
| ------ | ----------------- | --- | -- | - | - | - | -- | -- | --- |
| 1      | San José          | 4   | 2  | 1 | 1 | 0 | 7  | 4  | +3  |
| 2      | Wilstermann       | 4   | 2  | 1 | 1 | 0 | 4  | 1  | +3  |
| 3      | Real Potosí       | 3   | 2  | 1 | 0 | 0 | 3  | 2  | +1  |
| 4      | Real Mamoré       | 3   | 2  | 1 | 0 | 1 | 2  | 1  | +1  |
| 5      | Oriente Petrolero | 3   | 2  | 1 | 0 | 1 | 2  | 2  | 0   |
| 6      | Bolívar           | 3   | 2  | 1 | 0 | 1 | 2  | 2  | 0   |
| 7      | Blooming          | 3   | 2  | 1 | 0 | 1 | 2  | 2  | 0   |
| 8      | The Strongest     | 3   | 2  | 1 | 0 | 1 | 2  | 2  | 0   |

|  |                                                                            |
|  | Clasificado a los cuartos de final como ganador de su "llave".             |
|  | Clasificación a los cuartos de final como uno de los 2 mejores perdedores. |

Pts=Puntos; PJ=Partidos jugados; G=Partidos ganados; E=Partidos empatados; P=Partidos perdidos; GF=Goles a favor; GC=Goles en contra; DIF=Diferencia de gol

## Cuartos de final
| 24 de junio de 2010 | San José | 0:0 (0:0) | The Strongest | Estadio Jesús Bermúdez, Oruro        |  |
|                     |          |           |               | Árbitro(s): Raúl Orozco (Cochabamba) |  |

| 27 de junio de 2010                    | The Strongest     | 1:2 (1:1) | San José                            | Estadio Hernando Siles, La Paz  |                                 |
|                                        | 30' Luis Palacios |           | 13' Regis de Souza 90+2' Óscar Díaz | Árbitro(s): José Jordán (Sucre) | Árbitro(s): José Jordán (Sucre) |
| San José 4 Pts. - The Strongest 1 Pts. |                   |           |                                     |                                 |                                 |

| 24 de junio de 2010 | Wilstermann                                  | 2:0 (1:0) | Blooming | Estadio Félix Capriles, Cochabamba |                                 |
|                     | 36' Maximiliano Andrada 65' Almircar Sánchez |           |          | Árbitro(s): Marco Villa (Sucre)    | Árbitro(s): Marco Villa (Sucre) |

| 27 de junio de 2010 | Blooming                          | 3:0 (1:0) | Wilstermann | Estadio Ramón Tahuichi Aguilera, Santa Cruz de la Sierra |                                     |
|                     | 26' 49' 68' José Alfredo Castillo |           |             | Árbitro(s): Peter Guerrero (La Paz)                      | Árbitro(s): Peter Guerrero (La Paz) |

| Definición por penales |                  |     |                  |                     |
| Gualberto Mojica       | Fallo de penal   | 0:1 | Acierto de penal | Maximiliano Andrada |
| Alejandro Gómez        | Fallo de penal   | 0:2 | Acierto de penal | Edgar Olivares      |
| Lorgio Álvarez         | Acierto de penal | 1:3 | Acierto de penal | Nelson Sossa        |
|                        |                  | 1:4 | Acierto de penal | Walter Veizaga      |

| 24 de junio de 2010 | Real Potosí                                                             | 5:3 (2:2) | Bolívar                                                 | Estadio Víctor Augustín Ugarte, Potosí |                                      |
|                     | 2' 19' 61' Cristian Ruíz 54' Edemir Rodríguez 75' Miguel Oswaldo Loayza |           | 32' Ruddy Cardozo 34' Limbert Méndez 90+1' Leonel Reyes | Árbitro(s): Ivan Gamboa (Cochabamba)   | Árbitro(s): Ivan Gamboa (Cochabamba) |

| 27 de junio de 2010 | Bolívar                                      | 4:1 (2:0) | Real Potosí       | Estadio Hernando Siles, La Paz           |                                          |
|                     | 7' 18' William Ferreira 44' 86' Álex da Rosa |           | 69' Cristian Ruíz | Árbitro(s): Oscar Maldonado (Cochabamba) | Árbitro(s): Oscar Maldonado (Cochabamba) |

| Definición por penales |                  |     |                  |                       |
| William Ferreira       | Acierto de penal | 1:1 | Acierto de penal | Edemir Rodríguez      |
| Álex da Rosa           | Acierto de penal | 2:2 | Acierto de penal | Eduardo Ortíz         |
| Ronald Rivero          | Acierto de penal | 3:2 | Fallo de penal   | Miguel Oswaldo Loayza |
| Ruddy Cardozo          | Acierto de penal | 4:3 | Acierto de penal | Gonzalo Galindo       |
| Gabriel Ríos           | Acierto de penal | 5:3 |                  |                       |

| 23 de junio de 2010 | Real Mamoré            | 1:1 (1:0) | Oriente Petrolero | Estadio Gran Mamoré, Trinidad       |                                     |
|                     | 31' Julio César Cortéz |           | 46' Pablo Salinas | Árbitro(s): Wilson Estrada (La Paz) | Árbitro(s): Wilson Estrada (La Paz) |

| 26 de junio de 2010                           | Oriente Petrolero                                          | 3:0 (1:0) | Real Mamoré | Estadio Ramón Tahuichi Aguilera, Santa Cruz de la Sierra |                                    |
|                                               | 38' Miguel Ángel Hoyos 59' Pablo Salinas 68' Joselito Vaca |           |             | Árbitro(s): Evert Cuellar (La Paz)                       | Árbitro(s): Evert Cuellar (La Paz) |
| Real Mamoré 1 Pts. - Oriente Petrolero 4 Pts. |                                                            |           |             |                                                          |                                    |

## Emparejamientos para las Semifinales
Todos los ganadores de sus llaves son evaluados en esta tabla, en los partidos no valió la Diferencia de Gol sino el equipo que más puntos consiguió en su llave y aquí están los 4 ganadores para conocer a sus oponentes.
| Equipo | Equipo            | Pts | PJ | G | E | P | GF | GC | DIF |
| ------ | ----------------- | --- | -- | - | - | - | -- | -- | --- |
| 1      | Oriente Petrolero | 4   | 2  | 1 | 1 | 0 | 4  | 1  | +3  |
| 2      | San José          | 4   | 2  | 1 | 1 | 0 | 2  | 1  | +1  |
| 3      | Bolívar           | 3   | 2  | 1 | 0 | 1 | 7  | 6  | +1  |
| 4      | Wilstermann       | 3   | 2  | 1 | 0 | 1 | 2  | 3  | -1  |

|  |                                                           |
|  | Clasificado a las Semifinales como Ganador de su "llave". |

Pts=Puntos; PJ=Partidos jugados; G=Partidos ganados; E=Partidos empatados; P=Partidos perdidos; GF=Goles a favor; GC=Goles en contra; DIF=Diferencia de gol

## Semifinales
| 30 de junio de 2010 | Oriente Petrolero                          | 3:1 (1:0) | Wilstermann            | Estadio Ramón Tahuichi Aguilera, Santa Cruz de la Sierra |                                 |
|                     | 45' Marcelo Aguirre · 54' 60' Alcides Peña |           | 52' Miguel Ángel Hoyos | Árbitro(s): José Jordán (Sucre)                          | Árbitro(s): José Jordán (Sucre) |

| 4 de julio de 2010                            | Wilstermann | 0:1 (0:0) | Oriente Petrolero | Estadio Félix Capriles, Cochabamba    |                                       |
|                                               |             |           | 70' Alcides Peña  | Árbitro(s): Alejandro Mancilla (Beni) | Árbitro(s): Alejandro Mancilla (Beni) |
| Oriente Petrolero 6 Pts. - Wilstermann 0 Pts. |             |           |                   |                                       |                                       |

| 1 de julio de 2010 | San José        | 1:0 (1:0) | Bolívar | Estadio Jesús Bermúdez, Oruro        |                                      |
|                    | 38' Ronald Puma |           |         | Árbitro(s): Raul Orozco (Cochabamba) | Árbitro(s): Raul Orozco (Cochabamba) |

| 4 de julio de 2010 | Bolívar                                 | 5:1 (1:0) | San José       | Estadio Hernando Siles, La Paz  |                                 |
|                    | 45+2 60' 75' 90+2 90+3 William Ferreira |           | 64' Óscar Díaz | Árbitro(s): José Jordán (Sucre) | Árbitro(s): José Jordán (Sucre) |

| 7 de julio de 2010 | Bolívar         | 1:2 (1:1) | San José                                 | Estadio Félix Capriles, Cochabamba         |                                            |
|                    | Luis Torrico 8' |           | 1' Marcelo Robledo · 88' Edgar Escalante | Árbitro(s): Juan Nelio García (Santa Cruz) | Árbitro(s): Juan Nelio García (Santa Cruz) |

## Final

### Ida
| 1          | POR        | Eloy Padilla     |     |
| 16         | DEF        | Alan Loras       |     |
| 21         | DEF        | Limbert Pizarro  | 89' |
| 6          | DEF        | Luis Méndez      |     |
| 4          | DEF        | Franklin Herrera |     |
| 5          | MED        | Rolando Ribera   |     |
| 25         | MED        | Damir Miranda    |     |
| 14         | MED        | Ronald Puma      |     |
| 8          | MED        | Edgar Escalante  | 87' |
| 9          | DEL        | Regis de Souza   |     |
| 23         | DEL        | Óscar Díaz       |     |
| Entrenador | Entrenador | Marcos Ferrufino |     |

| 1          | POR        | Hugo Suárez             |     |
| 20         | DEF        | Juan Gabriel Aguilar    |     |
| 3          | DEF        | Lorgio Suárez           |     |
| 5          | DEF        | Alejandro Schiapparelli |     |
| 23         | DEF        | Luis Alberto Gutiérrez  |     |
| 8          | MED        | Nicolás Suárez          | 60' |
| 7          | MED        | Marcelo Aguirre         |     |
| 4          | MED        | Francisco Argüello      | 83' |
| 13         | MED        | Diego Terrázas          | 46' |
| 10         | MED        | Jhasmani Campos         |     |
| 11         | DEL        | Alcides Peña            |     |
| Entrenador | Entrenador | Gustavo Quinteros       |     |

| 18 | MED | Jorge Escalera | 87' |
| 2  | DEF | Jorge Bruno    | 89' |

| 15 | MED | Ronald Rea       | 45' |
| 9  | DEL | Georges Duk      | 58' |
| 22 | MED | Fernando Saucedo | 81' |

| Anotado | 16' | Alan Loras | 1-0 |
| Anotado | 54' | Óscar Díaz | 2-0 |

| Amonestado | 56' | Alan Loras      |
| Amonestado | 77' | Edgar Escalante |

| Amonestado | 38' | Jhasmani Campos    |
| Amonestado | 44' | Francisco Argüello |
| Amonestado | 64' | Luis A. Gutiérrez  |
| Amonestado | 85' | Fernando Saucedo   |
| Amonestado | 90' | Juan G. Aguilar    |

| Otorgado · Otorgado otra vez · Expulsado | 90' | Luis A. Gutiérrez |

| Árbitro             | Evert Jordán     |
| Árbitros asistentes | Humberto Paz     |
| Árbitros asistentes | Javier Bustillos |

| 1          | POR        | Eloy Padilla     |     |
| 16         | DEF        | Alan Loras       |     |
| 21         | DEF        | Limbert Pizarro  | 89' |
| 6          | DEF        | Luis Méndez      |     |
| 4          | DEF        | Franklin Herrera |     |
| 5          | MED        | Rolando Ribera   |     |
| 25         | MED        | Damir Miranda    |     |
| 14         | MED        | Ronald Puma      |     |
| 8          | MED        | Edgar Escalante  | 87' |
| 9          | DEL        | Regis de Souza   |     |
| 23         | DEL        | Óscar Díaz       |     |
| Entrenador | Entrenador | Marcos Ferrufino |     |

| 1          | POR        | Hugo Suárez             |     |
| 20         | DEF        | Juan Gabriel Aguilar    |     |
| 3          | DEF        | Lorgio Suárez           |     |
| 5          | DEF        | Alejandro Schiapparelli |     |
| 23         | DEF        | Luis Alberto Gutiérrez  |     |
| 8          | MED        | Nicolás Suárez          | 60' |
| 7          | MED        | Marcelo Aguirre         |     |
| 4          | MED        | Francisco Argüello      | 83' |
| 13         | MED        | Diego Terrázas          | 46' |
| 10         | MED        | Jhasmani Campos         |     |
| 11         | DEL        | Alcides Peña            |     |
| Entrenador | Entrenador | Gustavo Quinteros       |     |

| 18 | MED | Jorge Escalera | 87' |
| 2  | DEF | Jorge Bruno    | 89' |

| 15 | MED | Ronald Rea       | 45' |
| 9  | DEL | Georges Duk      | 58' |
| 22 | MED | Fernando Saucedo | 81' |

| Anotado | 16' | Alan Loras | 1-0 |
| Anotado | 54' | Óscar Díaz | 2-0 |

| Amonestado | 56' | Alan Loras      |
| Amonestado | 77' | Edgar Escalante |

| Amonestado | 38' | Jhasmani Campos    |
| Amonestado | 44' | Francisco Argüello |
| Amonestado | 64' | Luis A. Gutiérrez  |
| Amonestado | 85' | Fernando Saucedo   |
| Amonestado | 90' | Juan G. Aguilar    |

| Otorgado · Otorgado otra vez · Expulsado | 90' | Luis A. Gutiérrez |

| Árbitro             | Evert Jordán     |
| Árbitros asistentes | Humberto Paz     |
| Árbitros asistentes | Javier Bustillos |

### Vuelta
| 1          | POR        | Hugo Suárez             |     |
| 2          | DEF        | Miguel Ángel Hoyos      |     |
| 3          | DEF        | Lorgio Suárez           |     |
| 5          | DEF        | Alejandro Schiapparelli |     |
| 19         | DEF        | Ariel Ribera            |     |
| 7          | MED        | Marcelo Aguirre         |     |
| 8          | MED        | Nicolás Suárez          | 46' |
| 4          | MED        | Francisco Argüello      |     |
| 10         | MED        | Jhasmani Campos         |     |
| 21         | MED        | Joselito Vaca           | 81' |
| 11         | DEL        | Alcides Peña            | 73' |
| Entrenador | Entrenador | Gustavo Quinteros       |     |

| 1          | POR        | Eloy Padilla     |     |
| 2          | DEF        | Jorge Bruno      |     |
| 21         | DEF        | Limbert Pizarro  |     |
| 6          | DEF        | Luis Méndez      |     |
| 4          | DEF        | Franklin Herrera |     |
| 5          | MED        | Rolando Ribera   | 81' |
| 25         | MED        | Damir Miranda    | 78' |
| 14         | MED        | Ronald Puma      |     |
| 8          | MED        | Edgar Escalante  | 78' |
| 9          | DEL        | Regis de Souza   |     |
| 23         | DEL        | Óscar Díaz       |     |
| Entrenador | Entrenador | Marcos Ferrufino |     |

| 22 | MED | Fernando Saucedo | 46' |
| 16 | DEL | Pedro López      | 73' |
| 15 | MED | Ronald Rea       | 81' |

| 10 | MED | Alejandro Bejarano | 78' |
| 7  | MED | Álvaro Sandoval    | 78' |
| 18 | MED | Jorge Escalera     | 81' |

| Anotado | 5'  | Joselito Vaca    | 1-0 |
| Anotado | 57' | Marcelo Aguirre  | 2-2 |
| Anotado | 67' | Alcides Peña     | 3-2 |
| Anotado | 71' | Jhasmani Campos  | 4-2 |
| Anotado | 88' | Fernando Saucedo | 5-2 |

| Anotado | 27' | Regis De Souza | 1-1 |
| Anotado | 51' | Óscar Díaz     | 1-2 |

| Amonestado | 79' | Marcelo Aguirre |

| Amonestado | 38' | Ronald Puma  |
| Amonestado | 88' | Eloy Padilla |

| Otorgado · Otorgado otra vez · Expulsado | 81' | Ronald Puma |

| Árbitro             | Alejandro Mancilla |
| Árbitros asistentes | Paul Uramenano     |
| Árbitros asistentes | Severo Cuéllar     |

| 1          | POR        | Hugo Suárez             |     |
| 2          | DEF        | Miguel Ángel Hoyos      |     |
| 3          | DEF        | Lorgio Suárez           |     |
| 5          | DEF        | Alejandro Schiapparelli |     |
| 19         | DEF        | Ariel Ribera            |     |
| 7          | MED        | Marcelo Aguirre         |     |
| 8          | MED        | Nicolás Suárez          | 46' |
| 4          | MED        | Francisco Argüello      |     |
| 10         | MED        | Jhasmani Campos         |     |
| 21         | MED        | Joselito Vaca           | 81' |
| 11         | DEL        | Alcides Peña            | 73' |
| Entrenador | Entrenador | Gustavo Quinteros       |     |

| 1          | POR        | Eloy Padilla     |     |
| 2          | DEF        | Jorge Bruno      |     |
| 21         | DEF        | Limbert Pizarro  |     |
| 6          | DEF        | Luis Méndez      |     |
| 4          | DEF        | Franklin Herrera |     |
| 5          | MED        | Rolando Ribera   | 81' |
| 25         | MED        | Damir Miranda    | 78' |
| 14         | MED        | Ronald Puma      |     |
| 8          | MED        | Edgar Escalante  | 78' |
| 9          | DEL        | Regis de Souza   |     |
| 23         | DEL        | Óscar Díaz       |     |
| Entrenador | Entrenador | Marcos Ferrufino |     |

| 22 | MED | Fernando Saucedo | 46' |
| 16 | DEL | Pedro López      | 73' |
| 15 | MED | Ronald Rea       | 81' |

| 10 | MED | Alejandro Bejarano | 78' |
| 7  | MED | Álvaro Sandoval    | 78' |
| 18 | MED | Jorge Escalera     | 81' |

| Anotado | 5'  | Joselito Vaca    | 1-0 |
| Anotado | 57' | Marcelo Aguirre  | 2-2 |
| Anotado | 67' | Alcides Peña     | 3-2 |
| Anotado | 71' | Jhasmani Campos  | 4-2 |
| Anotado | 88' | Fernando Saucedo | 5-2 |

| Anotado | 27' | Regis De Souza | 1-1 |
| Anotado | 51' | Óscar Díaz     | 1-2 |

| Amonestado | 79' | Marcelo Aguirre |

| Amonestado | 38' | Ronald Puma  |
| Amonestado | 88' | Eloy Padilla |

| Otorgado · Otorgado otra vez · Expulsado | 81' | Ronald Puma |

| Árbitro             | Alejandro Mancilla |
| Árbitros asistentes | Paul Uramenano     |
| Árbitros asistentes | Severo Cuéllar     |

### Desempate
| 1          | POR        | Hugo Suárez             |     |
| 2          | DEF        | Miguel Ángel Hoyos      |     |
| 3          | DEF        | Lorgio Suárez           |     |
| 5          | DEF        | Alejandro Schiapparelli |     |
| 19         | DEF        | Ariel Ribera            |     |
| 8          | MED        | Nicolás Suárez          | 72' |
| 4          | MED        | Francisco Argüello      |     |
| 10         | MED        | Jhasmani Campos         |     |
| 21         | MED        | Joselito Vaca           |     |
| 7          | MED        | Marcelo Aguirre         |     |
| 11         | DEL        | Alcides Peña            |     |
| Entrenador | Entrenador | Gustavo Quinteros       |     |

| 1          | POR        | Eloy Padilla       |  |
| 16         | DEF        | Alan Loras         |  |
| 21         | DEF        | Limbert Pizarro    |  |
| 6          | DEF        | Luis Méndez        |  |
| 4          | DEF        | Franklin Herrera   |  |
| 5          | MED        | Rolando Ribera     |  |
| 25         | MED        | Damir Miranda      |  |
| 8          | MED        | Edgar Escalante    |  |
| 10         | MED        | Alejandro Bejarano |  |
| 9          | DEL        | Regis de Souza     |  |
| 23         | DEL        | Óscar Díaz         |  |
| Entrenador | Entrenador | Marcos Ferrufino   |  |

| 15 | MED | Ronald Rea | 72' |

| Anotado | 10' | Alcides Peña | 1-0 |

| Anotado | 17' | Edgar Escalante | 1-1 |

|                         |                  | 0:1 | Acierto de penal | Regis de Souza     |
| Marcelo Aguirre         | Acierto de penal | 1:1 |                  |                    |
|                         |                  | 1:2 | Acierto de penal | Alejandro Bejarano |
| Jhasmani Campos         | Acierto de penal | 2:2 |                  |                    |
|                         |                  | 2:3 | Acierto de penal | Damir Miranda      |
| Hugo Suárez             | Acierto de penal | 3:3 |                  |                    |
|                         |                  | 3:4 | Acierto de penal | Edgar Escalante    |
| Alcides Peña            | Acierto de penal | 4:4 |                  |                    |
|                         |                  | 4:5 | Acierto de penal | Limbert Pizarro    |
| Miguel A. Hoyos         | Acierto de penal | 5:5 |                  |                    |
|                         |                  | 5:5 | Fallo de penal   | Rolando Ribera     |
| Alejandro Schiapparelli | Acierto de penal | 6:5 |                  |                    |

| Amonestado | 14' | Joselito Vaca      |
| Amonestado | 51' | Lorgio Suárez      |
| Amonestado | 59' | Francisco Argüello |
| Amonestado | 62' | Marcelo Aguirre    |

| Amonestado | 22' | Limbert Pizarro  |
| Amonestado | 84' | Franklin Herrera |

| Otorgado · Otorgado otra vez · Expulsado | 77' | Joselito Vaca |

| Árbitro             | José Jordán      |
| Árbitros asistentes | Vladimir Tango   |
| Árbitros asistentes | Ricardo Calderón |

| 1          | POR        | Hugo Suárez             |     |
| 2          | DEF        | Miguel Ángel Hoyos      |     |
| 3          | DEF        | Lorgio Suárez           |     |
| 5          | DEF        | Alejandro Schiapparelli |     |
| 19         | DEF        | Ariel Ribera            |     |
| 8          | MED        | Nicolás Suárez          | 72' |
| 4          | MED        | Francisco Argüello      |     |
| 10         | MED        | Jhasmani Campos         |     |
| 21         | MED        | Joselito Vaca           |     |
| 7          | MED        | Marcelo Aguirre         |     |
| 11         | DEL        | Alcides Peña            |     |
| Entrenador | Entrenador | Gustavo Quinteros       |     |

| 1          | POR        | Eloy Padilla       |  |
| 16         | DEF        | Alan Loras         |  |
| 21         | DEF        | Limbert Pizarro    |  |
| 6          | DEF        | Luis Méndez        |  |
| 4          | DEF        | Franklin Herrera   |  |
| 5          | MED        | Rolando Ribera     |  |
| 25         | MED        | Damir Miranda      |  |
| 8          | MED        | Edgar Escalante    |  |
| 10         | MED        | Alejandro Bejarano |  |
| 9          | DEL        | Regis de Souza     |  |
| 23         | DEL        | Óscar Díaz         |  |
| Entrenador | Entrenador | Marcos Ferrufino   |  |

| 15 | MED | Ronald Rea | 72' |

| Anotado | 10' | Alcides Peña | 1-0 |

| Anotado | 17' | Edgar Escalante | 1-1 |

|                         |                  | 0:1 | Acierto de penal | Regis de Souza     |
| Marcelo Aguirre         | Acierto de penal | 1:1 |                  |                    |
|                         |                  | 1:2 | Acierto de penal | Alejandro Bejarano |
| Jhasmani Campos         | Acierto de penal | 2:2 |                  |                    |
|                         |                  | 2:3 | Acierto de penal | Damir Miranda      |
| Hugo Suárez             | Acierto de penal | 3:3 |                  |                    |
|                         |                  | 3:4 | Acierto de penal | Edgar Escalante    |
| Alcides Peña            | Acierto de penal | 4:4 |                  |                    |
|                         |                  | 4:5 | Acierto de penal | Limbert Pizarro    |
| Miguel A. Hoyos         | Acierto de penal | 5:5 |                  |                    |
|                         |                  | 5:5 | Fallo de penal   | Rolando Ribera     |
| Alejandro Schiapparelli | Acierto de penal | 6:5 |                  |                    |

| Amonestado | 14' | Joselito Vaca      |
| Amonestado | 51' | Lorgio Suárez      |
| Amonestado | 59' | Francisco Argüello |
| Amonestado | 62' | Marcelo Aguirre    |

| Amonestado | 22' | Limbert Pizarro  |
| Amonestado | 84' | Franklin Herrera |

| Otorgado · Otorgado otra vez · Expulsado | 77' | Joselito Vaca |

| Árbitro             | José Jordán      |
| Árbitros asistentes | Vladimir Tango   |
| Árbitros asistentes | Ricardo Calderón |

|                                                              |
| Ganador del Torneo de Play Offs por 1ª vez Oriente Petrolero |

## Goleadores
| Nombre | Nombre           | Equipo            | Goles |
| ------ | ---------------- | ----------------- | ----- |
| 1      | William Ferreira | Bolívar           | 8     |
| 2      | Óscar Díaz       | San José          | 7     |
| 3      | Alcides Peña     | Oriente Petrolero | 6     |
| 4      | Cristian Ruíz    | Real Potosí       | 5     |